# Apioză
Apioza este o monozaharidă cu lanț ramificat care se găsește sub formă de reziduuri în pectinele de tip galacturonan. Se găsește în pătrunjel și în multe alte plante. Apioza este o componentă a polizaharidelor din peretele celular.